# 박춘덕
박춘덕(朴春德, 1962년 6월 13일~)은 대한민국의 제2·3대 경상남도 창원시의원이자, 제12대 경상남도의원이다. 부산광역시 출생이다.

## 학력
- 2020 한국해양대학교 경제산업학부 금융·자산관리학사 졸업

## 경력
- 2010. 7. ㈜삼희로지스 대표이사
- 2012. 2.~2014. 6. 진해 자원봉사단체협의회 회장
- 2013. 5. 경상남도지체장애인협회 자문위원
- 풍호동 주민자치위원회 위원장
- 진해 바른생활 실천협의회 위원
- 풍호산악회 회장
- 진해 축구협회 사무국장
- 진해 생활체육 축구연합회 감사
- 진해 모범운전자회 고문
- 아이존빌아파트 입주자 대표회의 회장
- 덕산초등학교 운영위원회 부위원장
- 경남 지체장애인협회 자문위원
- 진해 발전추진위원회 대외협력 팀장
- 덕산파출소 생활안전협의회 위원
- 진해 문화 즐김이 부회장
- 2013. 7. 민주평화통일자문회의 진해지회 부회장
- 2014. 7.~2018. 6. 제2대 경상남도 창원시의회 의원
- 2014. 7.~2018. 6. 제2대 경상남도 창원시의회 초선의원모임 회장
- 2014. 7.~2016. 7. 제2대 경상남도 창원시의회 전반기 도시건설위원회 위원
- 2014. 7.~2016. 7. 제2대 경상남도 창원시의회 전반기 의회운영위원회 부위원장
- 2014. 7.~2016. 6. 제2대 경상남도 창원시의회 전반기 예산결산특별위원회 위원
- 2016. 6.~2016. 7. 제2대 경상남도 창원시의회 전반기 예산결산특별위원회 위원장
- 2016. 7.~2018. 6. 제2대 경상남도 창원시의회 후반기 의회운영위원회 위원
- 2016. 7.~2018. 6. 제2대 경상남도 창원시의회 후반기 문화도시건설위원회 부위원장
- 2016. 7.~2018. 6. 제2대 경상남도 창원시의회 후반기 환경해양농림위원회 위원
- 2016. 8.~2016. 8. 제2대 경상남도 창원시의회 창원시제39사단부대이전및개발사업에대한행정사무조사특별위원회 위원
- 창원시 건축위원회 위원
- 창원시 교통안전정책심의위원회 위원
- 창원시 경관위원회 위원
- 창원시 설계자문위원회 위원
- 창원시 도시발전연구회 위원
- 창원시 지역건설 산업발전위원회 위원
- 창원시 군항제축제위원회 위원
- 진해지역 시·도의원 협의회 간사
- 진해 주민자치위원장협의회 사무국장
- 덕산초등학교 운영위원회 위원장
- 민주평화통일자문회의 진해지회 위원
- 진해 농아협회 운영위원
- 1318 행복지대 지역아동센터 운영위원
- 진해종합사회복지관 운영위원
- 자은초등학교 운영위원장
- 청소년수련관 운영위원
- 이순신 충무공 호국정신선양회 운영위원
- 2018. 7.~2022. 4. 제3대 경상남도 창원시의회 의원
- 2018. 7.~2020. 2. 제3대 경상남도 창원시의회 전반기 자유한국당 원내대표
- 2018. 7.~2020. 7. 제3대 경상남도 창원시의회 전반기 문화도시건설위원회 위원
- 2018. 7.~2020. 7. 제3대 경상남도 창원시의회 전반기 예산결산특별위원회 위원장
- 2018. 7.~2020. 7. 제3대 경상남도 창원시의회 전반기 경제복지여성위원회 위원
- 2018. 8. 창원시 기술자문위원회 위원
- 2020. 2.~2020. 7. 제3대 경상남도 창원시의회 전반기 미래통합당 원내대표
- 2020. 7.~2022. 4. 제3대 경상남도 창원시의회 후반기 문화도시건설위원회 위원장
- 국민의힘 경상남도당 대변인
- 국민의힘 경남도당 진해지역 봉사단장
- 주거정책심의위원회
- 과학기술진흥협의회
- 전국체육대회 조직위원회
- 공동주택관리규약 준칙 개정 전문가 자문회의
- 경상남도교육청 진해중부지역 학교부지선정위원회
- 2022. 7.~2024. 1. 제12대 경상남도의회 의원
- 2022. 7.~2024. 1. 제12대 경상남도의회 전반기 문화복지위원회 위원
- 2022. 7.~2024. 1. 제12대 경상남도의회 전반기 예산결산특별위원회 위원
- 2024.03~ 2024.04: 국민의힘 제22대 국회의원선거「국민 희망의 길」 경남선거대책위원회 동북아중심항 진해발전특별위원회 공동위원장

## 수상
- 평화와 번영의 한반도 기반조성 대통령 표창
- 정계인 대상 대한민국 사회공헌 대상 수상
- 자랑스러운 혁신한국인 파워브랜드 대상 수상
- 대한민국 의정대상 지방자치 의정부문 우수상 수상
- 범시민사회단체 주관 좋은 기초의원상 수상
- 코리아이글뉴스 공로언론 봉사대상 수상

## 역대 선거 결과
|  | 29.45% |

|  | 26.89% |

|  | 63.45% |